# Palinurus mauritanicus
Espèce
Statut de conservation UICN

 LC  : Préoccupation mineure
Palinurus mauritanicus est une espèce de crustacés décapodes de la famille des Palinuridae présente en océan atlantique nord  et en mer Méditerranée , elle est communément appelée langouste rose.
Comme les autres langoustes du même genre, Palinurus mauritanicus connaît des problèmes de surpêche.
Bien que maitrisé, l'élevage n'est pas rentable et il semblerait que la meilleure solution pour éviter une extinction soit la gestion des stocks.

## Pêche
Pendant l'Entre-deux-guerres et les décennies 1950 et 1960, les pêcheurs de Camaret-sur-Mer, Douarnenez, etc. sont allés pêcher la langouste rose le long des côtes mauritaniennes, principalement sur le banc d'Arguin.